# Macadique Uaitame
Macadique Uaitame (Makadique, Makadiki, Makadidi) ist ein osttimoresischer Suco im Verwaltungsamt Uato-Lari (Gemeinde Viqueque). Der Suco ist einer von drei Sucos, in die der Suco Macadique 2023 aufgeteilt wurde.

## Geographie
Der Suco Macadique Uaitame liegt im Nordwesten des Verwaltungsamtes Uato-Lari und besteht aus zwei voneinander getrennten Territorien.
Der größere Teil liegt im äußersten Nordwesten von Uato-Lari. Südwestlich grenzt Macadique Uaitame an den Suco Babulo, westlich an den Suco Matahoi, nördlich an die Gemeinde Baucau mit den Verwaltungsämtern Baguia (Suco Afaloicai), Matebian (Sucos Laisorolai de Baixo, Laisorolai de Cima und Maluro) und Quelicai (Suco Bualale) und im Westen an das Verwaltungsamt Ossu mit dem Suco Nahareca. Hier liegen die Aldeias Bobulita, Borobai, Digamasi und Luroboro. Der Fluss Dulequi folgt der Grenze zwischen Uaitame und Macadique. Sein Zufluss, der Uailequi bildet den südlichen Teil der Grenze zu Nahareca. Der Dulequi mündet in den Bebui durchquert das Gebiet, bevor er den nördlichsten Teil der Grenze zu Nahareca folgte. Bebuis Zufluss Tualequi und ein weiterer weiter südlich durchqueren ebenfalls Macadique Uaitames Nordterritorium. Siedlungen sind hier Bobulita, Borobai, Debuisi, Digamasi und Nahae.
Zwischen dem Nordterritorium und dem kleineren Territorium weiter südlich liegen zwei Exklaven der Sucos Uaitame und Matahoi. Die Ostgrenze des Südterritoriums bildet der Suco Afaloicai  und die Südgrenze das Hauptterritorium von Matahoi. Nordwestlich und westlich bildet wieder das Verwaltungsamt Ossu mit den Sucos Ossorua, Builo und Nahareca. Dieses Stück Macadique Uaitames besteht aus den Aldeias Mata Dalan und Quetorai. Der Ort Edemumo befindet sich im Westen des Territoriums. Die Nordostgrenze bildet der Fluss Bebui. Der Dulequi entspringt im Norden.

## Geschichte
Das Gebiet des heutigen Macadique Uaitame gehörte ursprünglich zum Suco Afaloicai. Erst zwischen 2015 und 2019 kamen erst das Nord- und dann das Südterritorium zum Suco Macadique. Am 1. Oktober 2023 wurde der Suco Macadique aufgeteilt und aus den Gebieten im Landesinneren wurde der Suco Macadique Uaitame. Das Territorium südlich, an der Timorsee wurde in zwei Hälften geteilt. Der Südwesten mit dem Ort Macadique bildet den Suco Macadique de Cima, der Nordosten den Suco Macadique de Baixo.

## Politik
Bei den Kommunalwahlen in Osttimor 2023 wurde erstmals für Macadique de Cima ein Chefe de Suco gewählt.